# واایستی

نمودار ویگرز از چرخه قلبی که در آن مرحله واایستی نیز نشان داده شده‌است.

واایستی یا دیاستاز یا دیاستازیس (انگلیسی: Diastasis) مرحله‌ای در چرخهٔ ضربان قلب، پیش از انقباض دهلیزی که در آن بطن‌ها به آرامی پر می‌شوند.
مرحله پر شدن بطن به سه ثلث تقسیم می‌شود. در ثلث اول: این مرحله بطن به میزان ۶۵–۶۰ درصد از خون پر می‌شود و این خونی است که در هنگام انقباض بطنی در داخل دهلیزها تجمع پیدا می‌کند؛ که با باز شدن دریچه‌های دهلیزی‌بطنی به سرعت به داخل بطن تخلیه می‌شود و در یک سوم میانی بطن‌ها به میزان ۱۰٪ از خون پر می‌شوند و این خونی اسنت که مستقیماً از سیاهرگ‌ها به داخل دهلیز و از داخل دهلیز به بطن وارد می‌شود این مرحله را مرحله رکود یا واایستی خوانده می‌شود. در ثلث آخر مرحله پر شدن بطن، دهلیزها شروع به انقباض می‌کنند و بطن را به میزان ۲۵–۰ درصد از خون پر می‌کنند. در واقع بطنها ۷۵–۷۰ درصد از خون پر می‌شوند بدون اینکه احتیاج به انقباض دهلیز باشد؛ بنابراین دهلیزها پمپ کمکی و بطن‌ها پمپ اصلی هستند.